# باشگاه افسران و باغ ارم
باشگاه افسران و باغ ارم مربوط به دوره پهلوی است و در خرم‌آباد، خیابان فلک الافلاک، حریم درجه یک قلعه فلک الافلاک واقع شده و این اثر در تاریخ ۲۳ شهریور ۱۳۸۲ با شمارهٔ ثبت ۹۹۷۲ به‌عنوان یکی از آثار ملی ایران به ثبت رسیده است.